# Villa Cacique
Pour les articles homonymes, voir Cacique.
Villa Cacique, ou Est. Alfredo Fortabat, est une localité argentine située dans le partido de Benito Juárez, dans la province de Buenos Aires.

## Géographique
Elle est située dans une zone de basses sierras, dans une étroite dépression tectonique correspondant aux sierras de Tandil. Elle appartient au partido de Benito Juárez, étant à 54 km de la ville principale du partido et à 60 km de Tandil. La voie de communication entre les deux villes est la route nationale 80.

## Démographie
La localité compte 2 689 habitants (Indec, 2010), ce qui représente une augmentation de 55,5 % par rapport au recensement précédent de 2001 qui comptait 2 013 habitants.

## Économie

### Industrie

#### Usine de La Calera
À la fin du XIXe siècle, la famille Vannoni a installé un four à chaux artisanal alimenté au bois pour traiter la pierre calcaire cuite et la pierre calcaire pour le revêtement de sol, et les premiers habitants se sont installés à proximité. Plus tard, la famille a vendu l'entreprise à San LLorente y Cía en 1905 et a construit cinq fours à chaux employant 40 ouvriers. Plus tard, en 1937, l'entreprise a vendu l'usine à Alfredo Fortabat qui a installé une usine de ciment au milieu du XXe siècle, en commençant d'abord en 1956 avec un seul four. Les premiers travailleurs étaient un large pourcentage de la population déjà installée dans la région. En 1961, un deuxième four a été installé et la main-d'œuvre a été portée à 2 000 employés, venant de différentes régions du pays ainsi que du Chili et de la Bolivie. Cette installation de personnes a obligé la société à construire de nouveaux quartiers, l'installation d'un centre commercial, transformant la localité en une ville industrielle. Il devait également mettre en place les éléments nécessaires aux loisirs des habitants, tels que le club social, le spa et d'autres installations,. La nécessité de transporter les produits de l'établissement a conduit à l'installation de la gare ferroviaire et à la fondation de la ville voisine de Barker sur des terrains appartenant à la famille Santamarina.
À partir des années 1980, la relation entre l'usine et la société a changé, l'automatisation de certaines tâches, comme le chargement et le déchargement du matériel, a conduit à la flexibilisation du travail. La réduction de la main-d'œuvre humaine a été aggravée par les crises économiques que l'Argentine a connues à la fin des années 1980 et dans les années 1990, ce qui a conduit à la fermeture de l'usine en 2001. En conséquence, la population a commencé à montrer des signes de vieillissement en raison de l'émigration des jeunes qui ont dû chercher du travail dans d'autres endroits.
L'usine est restée fermée jusqu'en 2006, date à laquelle elle a rouvert ses portes avec 302 employés, dont 200 ont été embauchés par Loma Negra et 102 par des entrepreneurs travaillant avec l'entreprise. Parmi ces personnes, 249 vivent dans la localité ou dans les environs de Barker.

#### Autres entreprises industrielles
Une forge qui a commencé comme entrepreneur pour Loma Negra a réussi à étendre sa production à la région, fournissant l'industrie des pièces automobiles à Tandil. Il s'agit d'une entreprise familiale de type artisanal.
Une autre entreprise est celle des blocs de ciment, créée il y a dix ans par une personne qui l'a ensuite laissée aux mains d'un employé. La caractéristique de cette entreprise est qu'elle vend à la demande sans aucune forme de publicité, en vendant aux villageois qui viennent passer une commande et parfois aux clients des villes voisines. Il a également quelques clients réguliers, des magasins de matériaux locaux.

### Agriculture et élevage
Il existe des établissements ruraux de taille moyenne et grande avec de très bons rendements. Mais ils ne sont pas seulement liés à la zone urbaine locale, ils sont liés à d'autres villes plus grandes. Par conséquent, il ne s'agit pas de la principale source d'emploi dans la localité.

### Exploitation minière
Carrières d'argile avec quatre types de variétés qui peuvent être utilisées pour fabriquer des briques réfractaires, des tuiles, de la faïence blanche, des céramiques et d'autres produits. Le granit est également extrait et distribué sous forme de granulats. Il a été extrait au niveau de la dolomie et une tentative a été faite pour exploiter les niveaux ferritiques, mais il n'a pas été possible de continuer en raison du manque de réserves et de la qualité de l'élément. Il y a onze carrières d'argile en activité dans la région et une carrière de calcaire, qui génèrent des revenus économiques privés pour la municipalité.